# Wimereux
 Wimereux  es una población y comuna francesa, situada en la región de Alta Francia, departamento de Paso de Calais, en el distrito de Boulogne-sur-Mer y cantón de Boulogne-sur-Mer-Nord-Ouest.

## Demografía
| 4198 | 5241 | 6712 | 7023 | 7109 | 7493 |
| Para los censos de 1962 a 1999 la población legal corresponde a la población sin duplicidades (Fuente: INSEE [Consultar]) |      |      |      |      |      |